# 三野徹
三野徹（みつの とおる、1943年4月12日 - ）は、日本の環境学者、元鳥取環境大学環境マネジメント学科教授、京都大学名誉教授。

## 概要
1943年生まれ。京都市出身ではあるが、両親は京丹後市出身である（三野姓は京都府北部に多い）。市内の小中学校を卒業後、洛北高校を経て京都大学農学部に進学。水文学を専攻していた。
大学卒業後、同大学大学院修士課程に進学し、やがて農学部の助手になる。同じく公立鳥取環境大学の教授で、三野と同じく農学部出身の教授は、他に福嶌義宏、吉村元男（2009年に定年退職）がいる。助手での活動を経た後、同大学助教授。やがて岡山大学農学部助教授、教授となり、同大環境理工学部の教授も務めた。
1997年に京大に戻り、農学研究科の教授に就任。2007年に定年退職を迎えるまで教授であった。退職後に古澤巌との交流が進み、2008年に鳥取環境大学に赴任（同時に、同じ岡大環境理工学部の教授であった田中勝も赴任。）。2009年4月からは環境マネジメント学科教授。2016年3月31日退職。
現在は大津市在住。活動範囲が幅広く、兵庫県知事や滋賀県知事とも関わっている。また、画家の東樋口徹の父親とも大学時代の友人であり（東樋口の父親は工学部出身であり、同じく京大の教員でもあった）、かつての住まいが近かったことでも話が盛り上がるという。